# Crockerella
Crockerella é um gênero de gastrópodes pertencente à família Clathurellidae.

## Espécies
- Crockerella castianira (Dall, 1919)[2]
- Crockerella conradiana (Gabb, 1869)
- Crockerella constricta (Gabb, 1865)[3]
- Crockerella crystallina (Gabb, 1865)[4]
- Crockerella cymodoce (Dall, 1919)[5]
- Crockerella eriphyle (Dall, 1919)[6]
- Crockerella evadne (Dall, 1919)[7]
- Crockerella lowei (Dall, 1903)[8]
- Crockerella philodice (Dall, 1919)[9]
- Crockerella scotti McLean, 1996[10]
- Crockerella toreumata (Dall, W.H., 1889)
- Crockerella tridesmia'' (Berry, 1941)

Espécies trazidas para a sinonímia
- Crockerella hesione'' (Dall, 1919):[11] sinônimo de Crockerella lowei (Dall, 1903)
- Crockerella pederseni Hertlein, L.G. & A.M. Strong, 1951: sinônimo de Pyrgocythara danae (Dall, 1919)
- Crockerella philodoce (Dall, 1919): sinônimo de Crockerella philodice (Dall, 1919)